# Borá (kommun)
Borá är en kommun i Brasilien.   Den ligger i delstaten São Paulo, i den södra delen av landet, 800 km söder om huvudstaden Brasília. Antalet invånare är 805.
Följande samhällen finns i Borá:
- Borá

Trakten runt Borá består i huvudsak av gräsmarker. Runt Borá är det mycket glesbefolkat, med 6 invånare per kvadratkilometer.